# Oxalis dombeyi
Oxalis dombeyi är en harsyreväxtart som beskrevs av A. St.-hil.. Oxalis dombeyi ingår i släktet oxalisar, och familjen harsyreväxter. Inga underarter finns listade i Catalogue of Life.